# 暴昭
暴昭（14世纪？—1402年），山西省平陽府潞州潞城縣（今山西省長治市潞城縣）人。明朝政治人物。
洪武年间，暴昭由国子监监生授大理寺司務。洪武三十年，升任刑部右侍郎，次年为刑部尚书。其以节俭著称。建文初年，担任北平採訪使，得知燕王朱棣欲求谋反，上书密报，请求早做准备。朱棣起兵后，中央在河北真定设平燕承宣布政使司，暴昭以尚书身份兼任其司使，并与鐵鉉备战。后平安部队被攻破，被召还。燕军攻入金川门后，暴昭逃亡被捕，不屈，被施以磔刑。